# Barbara Kwŏn Hŭi
Barbara Kwŏn Hŭi (ko. 권희 바르바라) (ur. 1794 w Seulu, zm. 3 września 1839 tamże) – koreańska męczennica, święta Kościoła katolickiego.
Barbara Kwŏn Hŭi urodziła się w rodzinie niechrześcijańskiej, ale później została katoliczką razem ze swoim mężem Augustynem Yi Kwang-hŏn. Podczas prześladowań narażała się dając schronienie biskupowi Imbertowi i misjonarzom. Pozwalała używać swojego domu jako miejsca odprawiania mszy i nauczania katechizmu. Została aresztowana w 1839 r. Razem z nią aresztowano jej męża i córkę Agatę Yi. Była wielokrotnie torturowana. Została ścięta w miejscu straceń za Małą Zachodnią Bramą w Seulu 3 września 1839 r. razem z 5 innymi katolikami (Marią Pak K’ŭn-agi, Janem Pak Hu-jae, Barbarą Yi Chŏng-hŭi, Marią Yi Yŏn-hŭi i Agnieszką Kim Hyo-ju).
Dniem jej wspomnienia jest 20 września (w grupie 103 męczenników koreańskich).
Beatyfikowana 5 lipca 1925 r. przez Piusa XI. Kanonizowana 6 maja 1984 r. przez Jana Pawła II w grupie 103 męczenników koreańskich.